# Nightwatch
Nightwatch is een Amerikaanse thriller uit 1997 onder regie van Ole Bornedal. De productie is een remake van de Deense film Nattevagten, die Bornedal zelf drie jaar daarvoor schreef en regisseerde. Voor Nightwatch won hij zowel de prijs voor beste regisseur als de publieksprijs op de Málaga International Week of Fantastic Cinema.

## Verhaal
Rechtenstudent Martin Bells (Ewan McGregor) neemt een baan aan als nachtwaker in een ziekenhuis. Tussen 20.00 uur 's avonds en 4.00 uur 's morgens is hij daarvoor alleen in zijn hokje en moet hij om de zoveel tijd een ronde lopen en alle ruimtes een keer controleren. De overige tijd kan Martin gebruiken om te studeren. De vertrekkende nachtwaker Mr. Johnson (Lonny Chapman) werkt hem in en laat hem zien hoe hij in elke gecontroleerde kamer zijn sleutel in een slot moet steken om te bevestigen dat hij daar was. Zijn minst favoriete halte is die in het mortuarium. Daar hangt boven elke lijktafel een koordje waaraan een patiënt kan trekken om het alarm af te laten gaan, indien die ten onrechte daar beland is. Dat is in al Johnsons jaren niettemin nooit gebeurd. Hij raadt Martin aan in een rechte lijn naar de sleutelcontrole te lopen, niet naar de afgedekte lijken te kijken en een radio te kopen om 's nachts de stilte te verdrijven, zodat hij zichzelf niet gek maakt. Johnson vertelt Martin dat de nachtwaker die er werkte voor hijzelf werd aangenomen schijnbaar wel gek is geworden. Die man werd ontslagen toen hij op heterdaad werd betrapt toen hij seks had met een van de lijken. Het ziekenhuis heeft die zaak verder in de doofpot gestopt om een publiek schandaal te voorkomen, maar Johnson verzekert Martin dat het echt gebeurd is.
Overdag volgt Martin colleges samen met zijn vriend James Gallman (Josh Brolin). Die heeft een relatie met Marie (Lauren Graham) en Martin zelf met zijn vriendin Katherine (Patricia Arquette). James is er nog niet aan toe zich te conformeren en een keurig burgerlijk leven te gaan leiden. Hij wil eerst nog een paar keer flink uit de band springen, maar heeft alleen steeds meer moeite om dingen te vinden waar hij voldoening uit kan halen. Hij en Martin gaan daarom een spel met elkaar aan waarin ze elkaar uitzonderlijke uitdagingen geven. James stelt zich aan de mensen die hij daarin betrekt consequent voor als Martin, waardoor Martin als vanzelf de schuilnaam James daarvoor aanneemt. James blijkt bloedserieus te zijn in zijn zoektocht naar extreme daden, want hij gaat ruzie zoeken met asocialen in een kroeg, bezoekt prostituee Joyce (Alix Koromzay) en bezorgt Martin bijna een hartaanval door zelf onder een laken in het mortuarium te gaan liggen en het alarm af te laten gaan wanneer Martin daar 's nachts alleen is.
Op datzelfde moment is de politie in Martin en James' stad op zoek naar een seriemoordenaar die bovendien necrofiel blijkt te zijn. Hij heeft een serie vrouwelijke slachtoffers gemaakt met wie hij seks heeft gehad nadat hij die vermoordde. Het onderzoek naar de dader wordt geleid door inspecteurs Thomas Cray (Nick Nolte) en Bill Davis (John C. Reilly). Cray komt zichzelf en zijn partner voorstellen aan Martin wanneer hij het lijk van een volgende vermoorde vrouw naar het mortuarium begeleidt. Martin schrikt zich daar opnieuw kapot van, want hoewel het overdag allemaal wel meeviel, blijkt het doodstille ziekenhuis 's nachts een prima plek voor een jongeman om zichzelf van alles in te beelden. Hij had er niet op gerekend dat er ineens een levende ziel voor zijn neus zou staan.
Aan het gezond verstand van Martin gaan op den duur ook anderen twijfelen. Nadat hij een nachtdokter (Brad Dourif) voor niets heeft laten oproepen dankzij James' grap in het mortuarium, is het een paar dagen later weer raak als er een lijk uit het mortuarium weg blijkt te zijn en even later tegen de voordeur aan lijkt te zitten. Wanneer dezelfde dokter weer komt opdraven, ligt het lichaam niettemin gewoon op haar plaats en is er geen enkele aanwijzing dat het daar ooit weg is geweest. De dokter raadt Martin daarom aan kalmerende middelen te gaan slikken of met zijn baan te stoppen. Cray is toleranter voor Martins mogelijke waanvoorstellingen. Hij moet kort daarna Martin niettemin serieus in ogenschouw gaan nemen als de mogelijke gezochte seriemoordenaar. Op uitdaging van James heeft Martin zich in het openbaar laten bevredigen door Joyce en zij wordt vermoord gevonden in zijn appartement. Evenals bij de andere slachtoffers van de seriemoordenaar zijn haar ogen uit hun kassen gesneden. Martin zelf denkt dat hij erin geluisd wordt.
Het dode lichaam van Joyce werd voor het eerst aangetroffen door Katherine. Omdat ze hoorde dat de moordenaar nog in de badkamer was, is zij snel weggevlucht. Ze is ervan overtuigd dat het niet Martin was. Wanneer inspecteur Davis haar komt vertellen dat Joyce Martins naam met bloed op de muur schreef voor ze stierf, weet ze zeker dat er iets niet klopt. Toen Katherine er was, was Joyce al dood en stond er helemaal niets op de muur geschreven.

## Rolverdeling

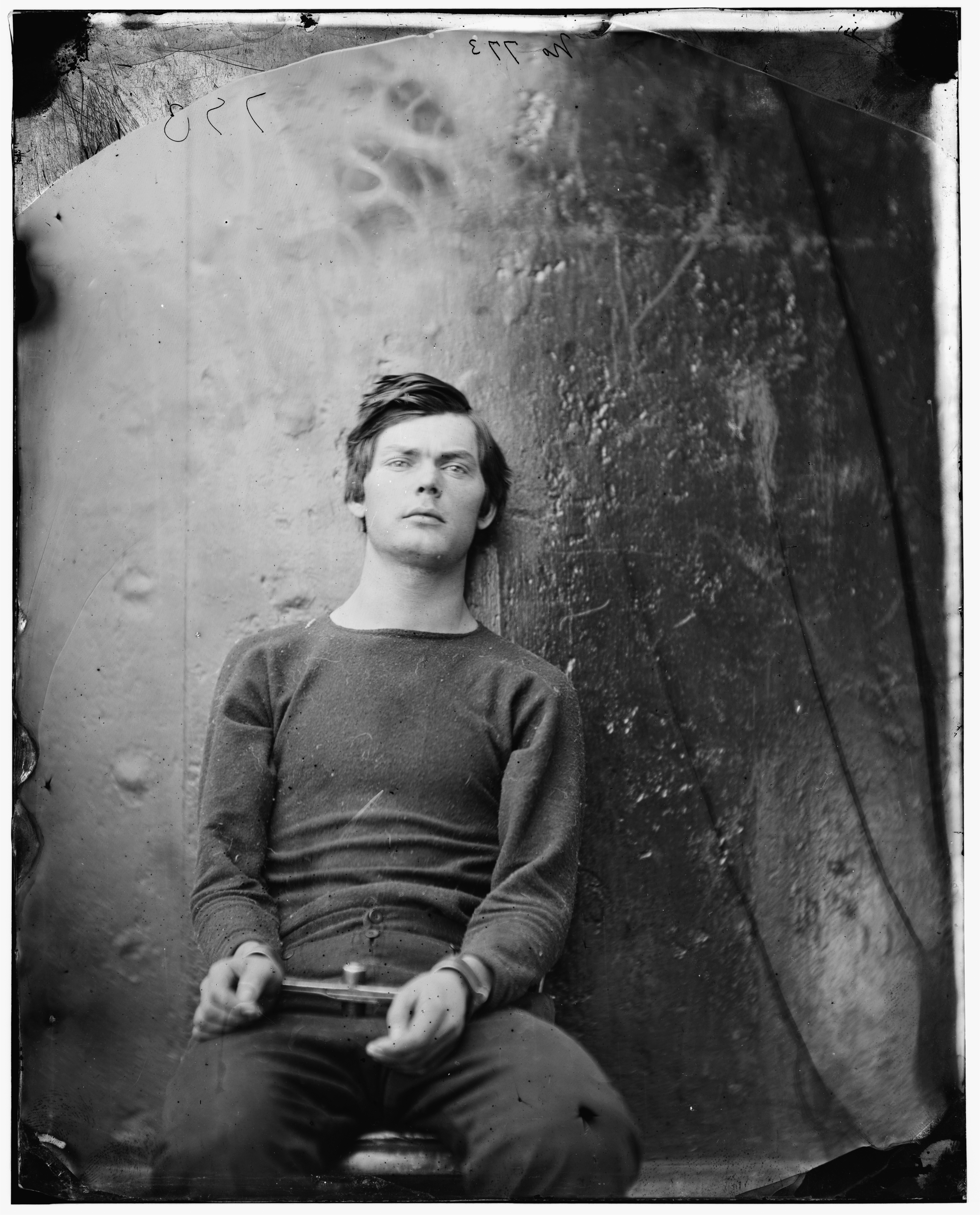
De foto van Lewis Payne die in Martins hokje hangt

| Acteur            | Personage              |
| ----------------- | ---------------------- |
| Ewan McGregor     | Martin Bells           |
| Patricia Arquette | Katherine              |
| Josh Brolin       | James Gallman          |
| Lauren Graham     | Marie                  |
| Nick Nolte        | Inspecteur Thomas Cray |
| John C. Reilly    | Inspecteur Bill Davis  |
| Alix Koromzay     | Joyce                  |
| Lonny Chapman     | Mr. Johnson            |
| Anais Evans       | Leanne                 |
| Brad Dourif       | Dokter                 |

## Trivia
- Op de zwart-witfoto aan het prikbord in Martins hokje staat Lewis Thornton Powell afgebeeld (in de film Lewis Payne genoemd). Hij werd opgehangen in 1865 als een van de medeplichtigen van John Wilkes Booth, de moordenaar van Abraham Lincoln. Dezelfde foto komt ook voor in het originele Nattevagten.